# Karl Leißner
Karl Friedrich Wilhelm Leißner (* 13. März 1876 in Dinkelsbühl, Mittelfranken; † 15. März 1951 in Neuenhaßlau, Main-Kinzig-Kreis) war ein deutscher Gewerkschafter und Abgeordneter des Provinziallandtages der preußischen Provinz Hessen-Nassau.

## Leben
Karl Leißner war der Sohn des Webers Karl Christian Leißner und dessen Gemahlin Wilhelmine Lechner. Nach seiner Schulausbildung erlernte er den Beruf des Bierbrauers. 1896 wurde er Mitglied des Verbands der Nahrungsmittel- und Getränkearbeiter, wo er beim Ortsausschuss Hanau Gewerkschaftssekretär wurde. 1928 erhielt er als Nachfolger des Abgeordneten Fritz Loeber ein Mandat für den Kurhessischen Kommunallandtag des Regierungsbezirks Kassel, aus dessen Mitte er zum Abgeordneten des Provinziallandtages der Provinz Hessen-Nassau bestimmt wurde. Er blieb bis 1929 in den Parlamenten. 
Mit der Machtübernahme der Nationalsozialisten verlor Leißner 1933 seinen Arbeitsplatz bei der Gewerkschaft. Am 19. August 1944 wurde er im Rahmen der Aktion Gitter verhaftet und ins Polizeigefängnis Hanau gebracht, wo er nach einigen Tagen wegen Haftunfähigkeit entlassen wurde. Nach dem Attentat vom 20. Juli 1944 hatte die Gestapo tausende ehemalige Funktionäre und Mandatsträger in Haft genommen und in Konzentrationslager geschickt.